# Ammocharis baumii
Ammocharis baumii là một loài thực vật có hoa trong họ Amaryllidaceae. Loài này được Hermann August Theodor Harms mô tả khoa học đầu tiên năm 1903 dưới danh pháp Crinum baumii. Năm 1939, Milne-Redh. & Schweick. chuyển nó sang chi Ammocharis.